# Sorø kloster

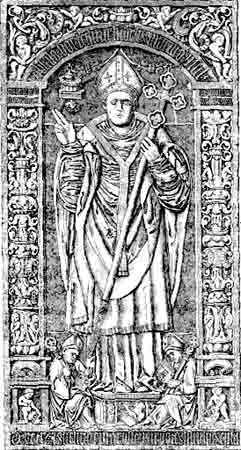
Biskop Absalons gravplatta i Sorø

Sorø kloster var ett kloster i Danmark som tillhörde cisterciensorden.
Ruinerna efter klostret ligger vid staden Sorø mellan Slagelse och Ringsted, på  Själland. Klosterkyrkan står kvar.

## Historia
Klostret stiftades i mitten av 1100-talet av benediktinorden. Men togs 1161 över av cistercienserorden efter en inbjudan från biskop Absalon Hvide i Roskilde till munkarna i Esrums kloster. Esrum var dotterkloster till klostret Clairvaux. Sorø kom att bli det viktigaste cistercienserklostret i Danmark och grundade Ås kloster, i dåvarande danska Halland, samt Knardrup kloster. 
År 1217 drabbades klostret av en stor brand som förstörde allt utom klosterkyrkan. Byggnaderna återuppfördes, men 1813 blev klostret återigen offer för lågorna och endast klosterporten blev kvar. Efter reformationen blev klostret en skola som fortfarande existerar som internatskolan Sorø Akademi.

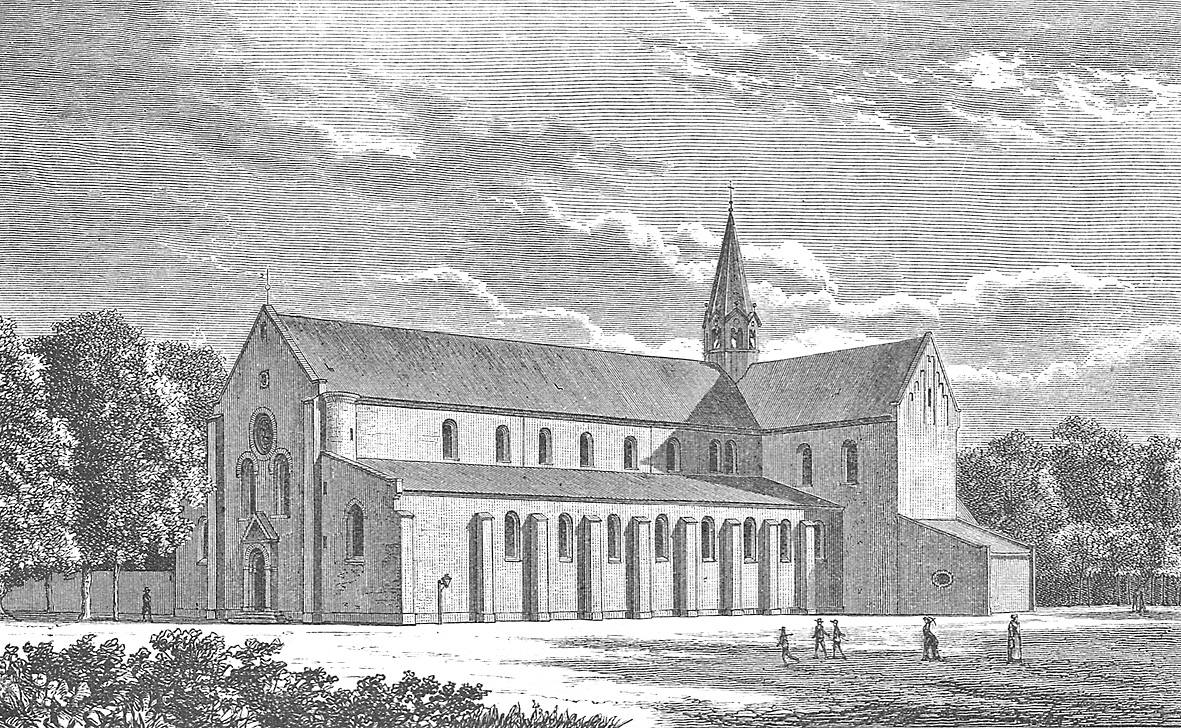
Sorø klosterkyrka på 1800-talet